# هاروتیون آراراتیان
هاروتیون آستواتساتوری آراراتیان (ارمنی: Հարություն Աստվածատուրի Արարատյան؛ انگلیسی: Yarutiwn Araratean؛ زادهٔ ۲۰ آوریل ۱۷۷۴ - درگذشته ۱۸۳۱) نویسنده اهل ارمنستان بود.

## زندگی‌نامه
وی در در واغارشاپات (اچمیادزین کنونی) به دنیا آمد جایی که تا سال ۱۷۹۵ در آنجا زیست. وی سپس به تفلیس نقل مکان نمود و به ارتش روسیه در قفقاز جنوبی پیوست (۹۶–۱۷۹۵). در سال ۱۷۹۷ به صورت دایمی در سنت پترزبورگ سکنی گزید. در سال ۱۸۱۷ به پاریس سفر نمود. پس از دو سال اقامت در اروپا، وی به یک تور گسترده به خاورمیانه و شمال آفریقا رفت. وی در سال ۱۸۳۱ سنت پترزبورگ را به مقصد هند ترک نمود و دیگر بازنگشت.